# En frygtelig kvinde
En frygtelig kvinde er en dansk dramedy film fra 2017 instrueret af Christian Tafdrup.
Filmen er produceret for et budget på under fire millioner kroner under ordningen New Danish Screen
og siges at være optaget på kun 16 dage.
En frygtelig kvinde havde verdenspremiere på CPH:PIX i oktober 2017.
Filmen havde egentlig danmarkspremiere den 25. december 2017.
Mens Tafdrups foregående film, Forældre, solgte blot 1.603 billetter, nåede En frygtelig kvinde hurtigt op på et langt større billetsalg med over 21.000 solgte billetter de første fire dage.
I midten af januar var billetsalget på over 100.000.
En frygtelig kvinde har været nomineret til prisen for bedste film ved Lübeck Nordic Film Days og Warsaw International Film Festival.
Den er nomineret til to Bodil- og fem Robertpriser.

## Plot
Da den lettere umodne og naive Rasmus møder den handlekraftige og sofistikerede Marie, er han sikker på, at han har mødt sit livs kærlighed. Til at starte med virker alting i forholdet også som fryd og gammen, men efterhånden viser Marie en mørkere og besidderisk side, og begynder oftere og oftere at udsætte Rasmus for følelsesmæssig terror.

## Medvirkende
- Anders Juul
- Amanda Collin
- Rasmus Hammerich
- Nicolai Jandorf
- Carla Mickelborg
- Frederik Carlsen

## Eksterne Henvisninger
- En frygtelig kvinde på Internet Movie Database (engelsk)
- En frygtelig kvinde på Filmdatabasen
- En frygtelig kvinde på danskefilm.dk
- En frygtelig kvinde på danskfilmogtv.dk
- En frygtelig kvinde på Scope
- En frygtelig kvinde på The Movie Database (engelsk)
- En frygtelig kvinde på Filmaffinity (engelsk)